# Vîșnopil, Starokosteantîniv
Vîșnopil (în ucraineană Вишнопіль) este localitatea de reședință a comunei Vîșnopil din raionul Starokosteantîniv, regiunea Hmelnîțkîi, Ucraina.

## Demografie
Componența lingvistică a localității Vîșnopil
     Ucraineană (98,88%)
     Alte limbi (0,42%)
Conform recensământului din 2001, majoritatea populației localității Vîșnopil era vorbitoare de ucraineană (98,88%), existând în minoritate și vorbitori de alte limbi.